# Andrena nitida
Andrena nitida là một loài ong trong họ Andrenidae. Loài này được Müller miêu tả khoa học đầu tiên năm 1776.